# اوگیلویل (ایندیانا)
اوگیلویل (به انگلیسی: Ogilville) یک منطقهٔ مسکونی در ایالات متحده آمریکا است که در شهرستان بارتولما، ایندیانا واقع شده‌است. اوگیلویل ۱۹۲٫۹۴ متر بالاتر از سطح دریا واقع شده‌است.